# Penstemon cinicola
Penstemon cinicola är en grobladsväxtart som beskrevs av Karl Keck. Penstemon cinicola ingår i släktet penstemoner, och familjen grobladsväxter. Inga underarter finns listade i Catalogue of Life.